# Murat Akça
Murat Akça (Stoccarda, 13 luglio 1990) è un calciatore turco, difensore del Pendikspor.

## Carriera

### Club
Ha giocato nella prima divisione turca.

### Nazionale
Ha giocato in tutte le nazionali giovanili turche, esordendo con l'under-21 il 10 novembre 2011, in occasione della partita di qualificazione all'Europeo 2013 persa per 0-2 contro l'Italia, sostituendo al 46º minuto Semih Kaya.

## Statistiche

### Presenze e reti nei club
Statistiche aggiornate al 31 gennaio 2018.
| Stagione                | Squadra                 | Campionato              | Campionato | Campionato | Coppe nazionali | Coppe nazionali | Coppe nazionali | Coppe continentali | Coppe continentali | Coppe continentali | Altre coppe | Altre coppe | Altre coppe | Totale | Totale |
| Stagione                | Squadra                 | Comp                    | Pres       | Reti       | Comp            | Pres            | Reti            | Comp               | Pres               | Reti               | Comp        | Pres        | Reti        | Pres   | Reti   |
| ----------------------- | ----------------------- | ----------------------- | ---------- | ---------- | --------------- | --------------- | --------------- | ------------------ | ------------------ | ------------------ | ----------- | ----------- | ----------- | ------ | ------ |
| 2008-2009               | Galatasaray             | SL                      | 0          | 0          | TK              | 1               | 0               | CU                 | 0                  | 0                  | -           | -           | -           | 1      | 0      |
| 2010-2011               | Adana Demirspor         | 2. Lig                  | 26         | 1          | TK              | 0               | 0               | -                  | -                  | -                  | -           | -           | -           | 26     | 1      |
| 2011-2012               | Sivasspor               | SL                      | 17+2       | 0          | TK              | 2               | 0               | -                  | -                  | -                  | -           | -           | -           | 21     | 0      |
| 2012-2013               | Sivasspor               | SL                      | 5          | 0          | TK              | 8               | 0               | -                  | -                  | -                  | -           | -           | -           | 13     | 0      |
| 2013-gen. 2014          | Sivasspor               | SL                      | 2          | 0          | TK              | 2               | 0               | -                  | -                  | -                  | -           | -           | -           | 4      | 0      |
| Totale Sivasspor        | Totale Sivasspor        | Totale Sivasspor        | 26         | 0          |                 | 12              | 0               |                    | -                  | -                  |             | -           | -           | 38     | 0      |
| gen.-giu. 2014          | Karabükspor             | SL                      | 14         | 2          | TK              | -               | -               | -                  | -                  | -                  | -           | -           | -           | 14     | 2      |
| 2014-2015               | Karabükspor             | SL                      | 23         | 1          | TK              | 6               | 0               | UEL                | 1                  | 0                  | -           | -           | -           | 30     | 1      |
| 2015-2016               | Karabükspor             | 1. Lig                  | 1          | 0          | TK              | 0               | 0               | -                  | -                  | -                  | -           | -           | -           | 1      | 0      |
| Totale Karabükspor      | Totale Karabükspor      | Totale Karabükspor      | 38         | 3          |                 | 6               | 0               |                    | 1                  | 0                  |             | -           | -           | 45     | 3      |
| 2016-2017               | Yeni Malatyaspor        | 1. Lig                  | 26         | 1          | TK              | 2               | 1               | -                  | -                  | -                  | -           | -           | -           | 28     | 2      |
| 2017-gen. 2018          | Yeni Malatyaspor        | SL                      | 4          | 0          | TK              | 3               | 0               | -                  | -                  | -                  | -           | -           | -           | 7      | 0      |
| Totale Yeni Malatyaspor | Totale Yeni Malatyaspor | Totale Yeni Malatyaspor | 30         | 1          |                 | 5               | 1               |                    | -                  | -                  |             | -           | -           | 35     | 2      |
| gen.-giu. 2018          | Elazığspor              | 1. Lig                  | 0          | 0          | TK              | -               | -               | -                  | -                  | -                  | -           | -           | -           | 0      | 0      |
| Totale carriera         | Totale carriera         | Totale carriera         | 120        | 5          |                 | 24              | 1               |                    | 1                  | 0                  |             | -           | -           | 145    | 6      |

### Cronologia presenze e reti in Nazionale
| Cronologia completa delle presenze e delle reti in nazionale ― Turchia under 21 | Cronologia completa delle presenze e delle reti in nazionale ― Turchia under 21 | Cronologia completa delle presenze e delle reti in nazionale ― Turchia under 21 | Cronologia completa delle presenze e delle reti in nazionale ― Turchia under 21 | Cronologia completa delle presenze e delle reti in nazionale ― Turchia under 21 | Cronologia completa delle presenze e delle reti in nazionale ― Turchia under 21 | Cronologia completa delle presenze e delle reti in nazionale ― Turchia under 21 | Cronologia completa delle presenze e delle reti in nazionale ― Turchia under 21 |
| Data                                                                            | Città                                                                           | In casa                                                                         | Risultato                                                                       | Ospiti                                                                          | Competizione                                                                    | Reti                                                                            | Note                                                                            |
| ------------------------------------------------------------------------------- | ------------------------------------------------------------------------------- | ------------------------------------------------------------------------------- | ------------------------------------------------------------------------------- | ------------------------------------------------------------------------------- | ------------------------------------------------------------------------------- | ------------------------------------------------------------------------------- | ------------------------------------------------------------------------------- |
| 10-11-2013                                                                      | Istanbul                                                                        | Turchia under 21                                                                | 0 – 2                                                                           | Italia under 21                                                                 | Qual. Europeo Under-21 2013                                                     | -                                                                               | 46’                                                                             |
| 1-6-2012                                                                        | Székesfehérvár                                                                  | Ungheria under 21                                                               | 1 – 0                                                                           | Turchia under 21                                                                | Qual. Europeo Under-21 2013                                                     | -                                                                               |                                                                                 |
| 14-8-2012                                                                       | Dublino                                                                         | Irlanda under 21                                                                | 0 – 1                                                                           | Turchia under 21                                                                | Qual. Europeo Under-21 2013                                                     | -                                                                               |                                                                                 |
| Totale                                                                          |                                                                                 | Presenze                                                                        | 3                                                                               |                                                                                 | Reti                                                                            | 0                                                                               |                                                                                 |